# Giordano Negretti
Giordano Negretti (Brescia, 16 giugno 1962) è un allenatore di calcio ed ex calciatore italiano, di ruolo portiere.

## Carriera

### Giocatore
Cresciuto nelle giovanili del Brescia, dopo una stagione in Serie C2 al Savona viene ingaggiato come secondo portiere dal Lecce. Con i salentini ottiene la promozione in Serie A al termine del campionato 1984-1985, e nella stagione successiva debutta nella massima serie, inizialmente come portiere titolare. Alcune prestazioni poco convincenti inducono la dirigenza a reintegrare Enrico Pionetti, col quale Negretti si alterna a difesa della porta leccese senza evitare la retrocessione nella serie cadetta.
Dopo una stagione da titolare in Serie B, nel 1987 perde il posto, e a dicembre si trasferisce in prestito all'Ospitaletto, in Serie C1. Rientrato in Puglia, vi rimane per altre due stagioni come riserva, prima di trasferirsi definitivamente al Licata, di nuovo in terza serie. Prosegue la carriera tra Serie C1 e Serie C2 con le maglie di Avellino, Cremapergo, Voghera (dove si alterna con Alberto Maria Fontana) e Castel di Sangro, club con cui ha terminato la carriera nel 1999.
In carriera ha totalizzato complessivamente 19 presenze in Serie A e 51 in Serie B.

### Allenatore
Terminata la carriera da calciatore ha assunto il ruolo di preparatore dei portieri lavorando per le giovanili del Piacenza e poi Cairese, Voghera, Castel di Sangro, Siena e di nuovo Piacenza. Nella stagione 2006-2007 è stato il vice di Felice Tufano sulla panchina dell'Alessandria, e nel 2007 lo segue al Derthona, neopromosso in Serie D.
Nel 2009-2010 entra a far parte dello staff di Francesco Moriero, chiamato a sedersi sulla panchina del Frosinone. In seguito all'esonero dello stesso Moriero da parte della società ciociara avvenuto a fine aprile 2010, resta senza incarico fino al 27 settembre del medesimo anno, quando si accasa al Grosseto, club che ha ingaggiato proprio Moriero come nuovo allenatore dei maremmani al posto di Luigi Apolloni.
Seguendo Moriero, nel 2011 è in Svizzera, sulla panchina del Lugano; fa poi ritorno al Grosseto, nel giugno 2012, e ancora nel 2013, infine nel 2014 al Catanzaro, fino all'esonero il 17 novembre dello stesso anno.

## Palmarès

### Giocatore

#### Competizioni nazionali
- Serie B: 1

Lecce: 1984-1985
- Campionato Nazionale Dilettanti: 1

Voghera: 1995-1996